# Франк Мантек
Франк Мантек (нім. Frank Mantek, 20 січня 1959) — німецький важкоатлет.
Бронзовий призер Олімпійських Ігор 1980 року в середній важкій вазі.
Бронзовий призер Чемпіонату світу 1980 (середня важка вага), 1982 (середня важка вага) років.
Бронзовий призер Чемпіонату Європи 1982 року в середній важкій вазі.